# San Juan 149
San Juan 149 es una variedad cultivar de ciruelo (Prunus domestica), de las denominadas ciruelas europeas,
una variedad de ciruela oriunda de la comunidad autónoma de Cantabria, en Torrelavega (provincia de Santander). Las frutas tienen un tamaño muy pequeño o diminuto, color de piel rojo cereza intenso con manchas atigradas más oscuras, y pulpa amarilla, transparente, con una textura blanda, algo fibrosa, y sabor agridulce, agradable, aunque algo soso.

## Historia
'San Juan 149' variedad de ciruela local cuyos orígenes se sitúan en la zona del río Besaya en la comarca del Besaya, comunidad autónoma de Cantabria, en el municipio de Torrelavega (provincia de Santander).
'San Juan 149' está cultivada en el banco de germoplasma de cultivos vivos de la Estación experimental Aula Dei de Zaragoza. Está considerada incluida en las variedades locales autóctonas muy antiguas, cuyo cultivo se centraba en comarcas muy definidas, que se caracterizan por su buena adaptación a sus ecosistemas, y podrían tener interés genético en virtud de su características organolepticas y resistencia a enfermedades, con vista a mejorar a otras variedades.

## Características
'San Juan 149' árbol de porte extenso, vigoroso, erguido, muy fértil y resistente. Las flores deben aclararse mucho para que los frutos alcancen un calibre más grueso. Tiene un tiempo de floración que comienza a partir del 16 de abril con el 10% de floración, para el 20 de abril tiene una floración completa (80%), y para el 29 de abril tiene un 90% de caída de pétalos.
'San Juan 149' tiene una talla de tamaño muy pequeño o diminuto, de forma redondeada acordada, aplanada en la zona peduncular y algo deprimida en la zona ventral inferior, presentando sutura así imperceptible, línea de color exacto al del fruto, superficial, en zona aplanada en su parte inferior; epidermis lisa, fina, no se aprecia pubescencia, se desprende con facilidad, siendo el color de la piel rojo cereza intenso con manchas atigradas más oscuras, punteado poco perceptible, a veces aureolado de rojo oscuro, casi negro; Pedúnculo de una longitud media, muy fino, sin pubescencia, muy adherido a la carne, ubicado en una cavidad pedúncular nula o casi superficial; pulpa de color amarilla, transparente, con una textura blanda, algo fibrosa, y sabo agridulce, agradable, aunque algo sosa.
Hueso semi adherente, se suelta con facilidad pero no queda limpio, pequeño, elíptico, ligeramente puntiagudo en el polo pistilar, con el surco dorsal poco profundo con labios redondeados, los surcos laterales son casi superficiales, y con la superficie lisa.
Su tiempo de recogida de cosecha se inicia en su maduración durante la tercera decena del mes de junio.

## Usos
La ciruela 'San Juan 149' se comen crudas de fruta fresca en mesa, y debido a su sabor poco dulce, se transforma en mermeladas, almíbar de frutas o compotas para su mejor aprovechamiento.

## Cultivo
Autofértil, es una muy buena variedad polinizadora de todos los demás ciruelos.